# الضحايا (فلم 1975)
الضحايا هو فيلم مصري أُنتج عام 1975.

## قصة الفيلم
د. عصمت عالم نفس يعمل في إحدى الإصلاحيات التي تعالج الفتيات اللاتي يعانين من مشاكل نفسية، واجتماعية. يحاول الدكتور عصمت معالجتهن، وزرع أفكار جديدة لهن، لكن الفتيات يدبرن المكائد له.